# Albrecht Weber (Rechtswissenschaftler)
Albrecht Weber (* 20. Juli 1945 in Aindling) ist ein deutscher Rechtswissenschaftler.

## Leben
Er studierte an den Universitäten München, Frankfurt am Main, Genf und Würzburg (1. und 2. Staatsexamen in Würzburg/München). Nach der Promotion 1972 und der Habilitation 1980 (Venia legendi für Europarecht, internationales Recht, deutsches und ausländisches Öffentliches Recht) war  er seit 1982 ordentlicher Professor für Öffentliches Recht an der Universität Osnabrück.
Seine Forschungsschwerpunkte sind Verfassungsrecht, Verfassungsvergleichung, Europarecht und Migrationsrecht.

## Schriften (Auswahl)
- Rechtsfragen der Durchführung des Gemeinschaftsrechts in der Bundesrepublik. Köln 1988, ISBN 3-452-20994-6.
- Die Umweltverträglichkeitsrichtlinie im deutschen Recht. Eine Studie zur Umsetzung der Richtlinie des Rates vom 27. Juni 1985 über die Umweltverträglichkeitsprüfung bei bestimmten öffentlichen und privaten Projekten (85/337/EWG). Köln 1989, ISBN 3-452-21304-8.
- Menschenrechte. Texte und Fallpraxis. München 2004, ISBN 3-935808-05-4.
- Europäische Verfassungsvergleichung. Ein Studienbuch. München 2010, ISBN 978-3-406-60104-0.